# Dekanat Michigan
Dekanat Michigan – jeden z sześciu dekanatów diecezji Środkowego Zachodu Kościoła Prawosławnego w Ameryce.
Na terytorium dekanatu znajdują się następujące parafie:
- Parafia Wniebowstąpienia Pańskiego w Albion
- Parafia Świętych Piotra i Pawła w Detroit
- Parafia Trójcy Świętej w Detroit
- Parafia św. Dymitra w Jackson
- Parafia Przemienienia Pańskiego w Livonii
- Parafia św. Marka w Rochester Hills